# Carl De Geer (1781–1861)
Carl De Geer (ur. 1781, zm. 1861) polityk szwedzki. Lantmarskalk parlamentu szwedzkiego (1823, 1828-1830). 

## Życiorys
Jego ojcem był polityk Carl De Geer (1747-1805).